# Raspoutine (Corto Maltese)
Pour les articles homonymes, voir Raspoutine (homonymie).

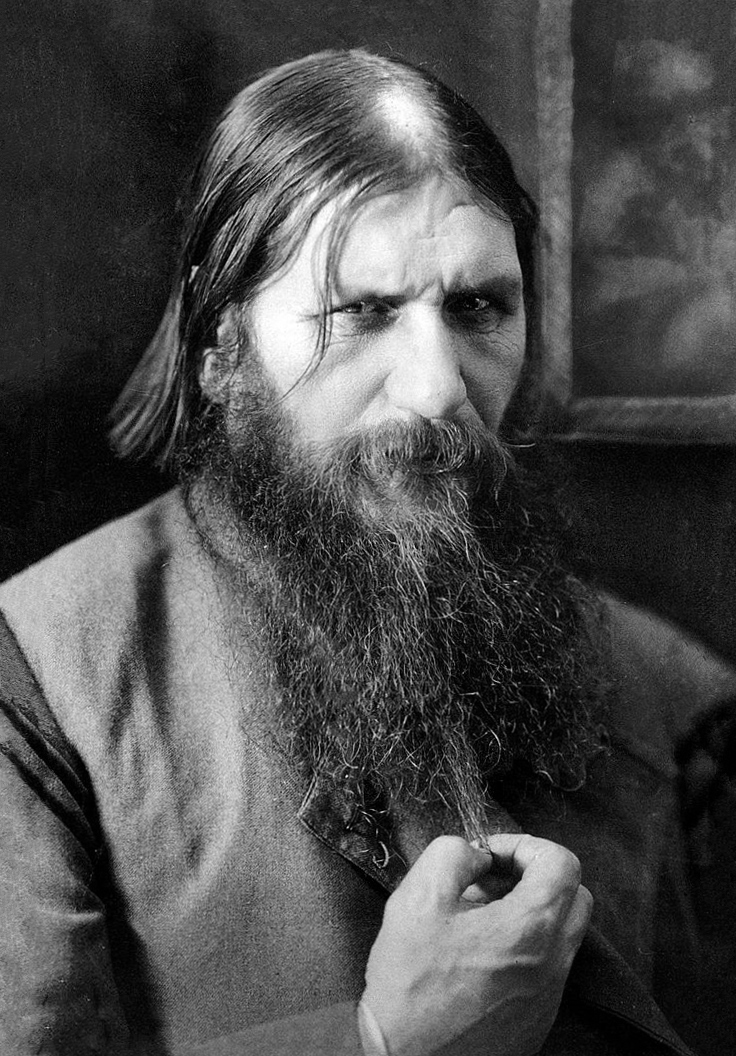
Grigori Raspoutine, mystique et guérisseur russe qui inspira le personnage de Raspoutine

Raspoutine est un marin russe, personnage particulièrement récurrent de la série de bande dessinée Corto Maltese. Créé par Hugo Pratt, il est homonyme du moine Grigori Raspoutine, avec qui il partage sa nationalité et son apparence physique, bien que leurs similitudes s'arrêtent ici. Il est surnommé « Ras » ou « Raspa », bien que le seul à pouvoir l'appeler ainsi soit son meilleur ami, le marin maltais Corto Maltese. Il apparait dans la plupart des albums de la série, que ce soit dans le réel ou dans les songes de Corto.

## Personnalité
Ignorant tout des règles sociales, il est surtout motivé par sa cupidité et sa libido exacerbées. Ce "tueur né" est d'autant plus dangereux que son comportement est imprévisible.
L'épisode La Maison dorée de Samarkand le met particulièrement à l'honneur, avec de longs passages où il apparaît sans son ami, au point qu'Hugo Pratt considère que c'est lui le personnage principal de l'histoire. Ces passages, où il dit et fait des choses délirantes, sont l'occasion d'en apprendre plus sur sa personnalité. En tant qu'instructeur volontaire de l'armée de l'émir, il tient un discours auprès de soldats sur l'exercice du pouvoir. Pratt en profite pour mettre dans la bouche de son personnage des phrases de l'économiste John Kenneth Galbraith sur le conditionnement de masse. À ce propos, l'auteur achète parfois des livres de ce genre et y puise des phrases qu'il fait dire à Raspoutine. Lors d'un échange avec Enver Pacha, le Russe explique que sa « nationalité, c'est l'argent, tout le reste est sans importance ». Pendant un dialogue avec Chevket, il déclare son désintérêt pour la politique, se définissant comme un voleur.
Dans une histoire antérieure, Corto Maltese en Sibérie, il revendiquait même sa fierté de voler. Alors que Nino lui reprochait d'attaquer le train pour l'argent, il lui rétorqua qu'il est fier d'être un voleur et que ce qu'il vole, il le dépense, ce qui fait vivre du monde (« Il y a des tas de gens qui vivent grâce à ce que je dépense après un vol »).
Comme son ami, il est aussi motivé par l'aventure et le goût de la liberté. Au début de Corto Maltese en Sibérie, il lui explique « Dieu seul sait ce que c'est moche de vivre dans un monde sans aventures, sans fantaisie, sans joie », comme s'il se faisait l'écho des préoccupations personnelles de son créateur. Il apprécie aussi se remémorer ses aventures passées, comme dans ce même épisode, où il reparle de celle avec le Moine (La Ballade de la mer salée) et celle à la recherche d'un trésor aux Caraïbes (Sous le signe du Capricorne : …Et nous reparlerons des gentilshommes de fortune).
Il peut se montrer cultivé, notamment dans l'album Mû. Il tient par exemple au tout début de l'histoire, dans un texte introductif présent dans certaines éditions, une conversation érudite sur l'Atlantide avec le professeur Jeremiah Steiner. Plus tard, il parle en détail des templiers, puis fait allusion à Proust et à sa madeleine.

## Rapports avec Corto Maltese
Il parle régulièrement de tuer Corto en lui lançant des menaces (« Un jour je te tuerai, Corto ! »), parfois atténuées (« Je pourrai te tuer »). Il arrive à celui-ci d'y répondre « Et moi je te tuerai un soir, Ras ! », ou de souligner sa lassitude à force d'entendre cette même rengaine, à laquelle il ne semble plus prêter attention (« Tu n'es pas fatigué de me dire toujours la même chose ? »). Ces menaces sont si fréquentes qu'elles sont devenues une plaisanterie pour Raspoutine, comme une private joke et un signe de reconnaissance entre les deux personnages. Aussi, il affiche un grand plaisir à le voir en mauvaise posture (Les Helvétiques). Pourtant, il éprouve pour lui une grande amitié. Ceci s'explique sans doute par le fait que le Maltais lui ait sauvé la vie à plusieurs reprises. Leur relation est plus complexe que celle unissant un héros classique et son faire-valoir. Certains commentateurs de la série la qualifie d'œdipienne. Le Russe alterne les phases de haine meurtrière et d'amitié sincère envers le Maltais. Dans une même réplique (Sous le signe du Capricorne : …Et nous reparlerons des gentilshommes de fortune), il lui dit « Je n'ai jamais eu de sympathie pour toi. », avant de rajouter « Malheureusement, j'ai le cœur tendre... Avec toi seulement... Et je n'oublie pas qu'une fois tu m'as sauvé la vie... C'est ça... Moi je n'oublie jamais... ». Tour-à-tour inquiétant puis désarmant comme un enfant, cruel autant que fragile, il oscille entre la violence pure et une quête éperdue d'affection et de reconnaissance. Dès le premier épisode où il apparaît (La Ballade de la mer salée), il avoue à Corto « Je voudrais des amis et je n'arrive pas à en avoir. Est-ce parce que je ne suis pas comme les autres ? ».
Raspoutine est une sorte de double inversé de Corto. Il n'hésite pas à se salir les mains en assumant des actes que son ami "gentilhomme de fortune" réprouve. Il permet donc à ce dernier de préserver son image romantique et sa bonne conscience. Raspoutine élimine ainsi des ennemis de ses amis. Dans La Jeunesse de Corto Maltese, il tue un lieutenant japonais qui menaçait Jack London, jouissant même de son acte. Dans La Maison dorée de Samarkand, Corto ne peut rencontrer son sosie Chevket parce qu'il craint que rencontrer son double ne lui porte malheur. C'est donc Raspoutine qui le tue. C'est un peu comme s'il tuait Corto lui-même, permettant une sorte de défoulement. La différence entre Corto et Raspoutine est que le premier est immoral, tandis que le second est amoral. Cela signifie que le Russe est profondément méchant, mais ne s'en rend pas compte, comme le Maltais l'explique à une jeune arménienne, Sevan Vartkès, dans La Maison dorée de Samarkand.
En Perse (La Maison dorée de Samarkand), Corto évoque Raspoutine devant des Assassins, en le qualifiant de psychopathe et déclarant que "Personne ne sait mieux que lui détruire tout ce qui risquerait de prendre une tournure sentimentale". Ce trait de caractère permet au bédéiste de ramener Corto à la réalité lorsque, dans leurs aventures, celui-ci est sensibilisé par les choses de manière romantique.

## Biographie du personnage
Peu d'éléments de la vie de Raspoutine datant d'avant sa rencontre avec Corto sont connus. Même après que cet événement eut lieu, on ignore généralement tout de ses aventures vécues sans son ami. Toutefois, on apprend des éléments concernant son enfance au détour de conversations avec lui.

### Période avant sa rencontre avec Corto
Il révèle à son ami dans La Maison dorée de Samarkand, pendant qu'ils dansent ensemble, être le fils d'une danseuse de ballet russe au théâtre Makyinsky de Saint-Pétersbourg. Elle eut un temps une relation avec un Italien, le célèbre compositeur Drigo. Elle fut également la meilleure Colombine du ballet Les Millions d'Arlequin avec le danseur Marius Petipa. Puis elle épousa le futur père de Raspoutine, un prince russe et finit déportée en Sibérie orientale. Corto rétorque à son ami avoir entendu dire qu'il serait plutôt le fils d'un tailleur pour dames. Dans Corto Maltese en Sibérie, le Russe explique que sa mère mourut le jour de sa naissance. Il fut ensuite pris en charge par une jeune fille de Nikolaïevsk, qui fut son grand amour.
Lors de la guerre russo-japonaise (1904-1905), il est engagé en tant qu'officier dans l'Armée impériale russe et combat sur le front de Moukden, en Mandchourie (La Jeunesse de Corto Maltese). Alors que ses supérieurs annoncent un cessez-le-feu, il refuse et tue des soldats japonais, dont le camp est vainqueur. Il décide ensuite de déserter pour éviter sa condamnation, assassinant moult militaires des deux camps au passage. Puis, il rencontre le reporter de guerre Jack London dans un baraquement de la Croix-Rouge. Ce dernier l'aide à se réfugier mais lui fait part de ses ennuis avec un lieutenant japonais. Il le fait également rencontrer Corto Maltese, marin maltais qui pourra alors l'aider à partir. Raspoutine décide alors d'assassiner le militaire pour le tirer de ce mauvais pas. Puis, il embarque en 1905 avec son nouvel ami Corto à T'ien-Tsin, en direction de l'Afrique : ils partent à la recherche des légendaires mines d’or du roi Salomon, situées en actuelle Éthiopie.

### Une carrière de marin
Au cours de leur périple nautique, une mutinerie en mer de Célèbes avorte leurs projets et ils sont recueillis par un cargo en partance pour l’Amérique. Débarqués à Valparaíso (Chili), ils atteignent en train l'Argentine, puis se rendent en Patagonie, où ils arrivent en 1906 (évènements évoqués dans Tango). Leur route se sépare ensuite. Corto voyage autour du monde et des circonstances l'obligent à devenir pirate. Concernant Raspoutine, on ignore quelles sont ses aventures pendant ce temps. Mais les deux amis seront amenés à se revoir à plusieurs reprises par la suite.
En novembre 1912, ils voguent une année durant entre l'Insulinde et la Mélanésie (Le jour de Tarowean). Ils deviendront pendant ce temps pirates pour le compte d'un chef mystérieux, Le Moine. C'est sous ses ordres que, durant les prémices de la Première Guerre mondiale, ils pillent tous deux des navires de différentes nationalités afin de fournir l’Empire Allemand (La Ballade de la mer salée).
Après une longue aventure, il s'embarque le 19 janvier 1915 avec son ami pour Pitcairn, pour ensuite un voyage à plusieurs escales ; l’île de Pâques, l’île Sala y Gomez, Iquique (Chili), Callao (Pérou), Guayaquil (Équateur). Arrivés au Panama en août, ils se quitteront : Raspoutine ne peut suivre Corto aux États-Unis, ayant eu des ennuis judiciaires dans ce pays (Sous le soleil de minuit). Par la suite, le Russe se retrouvera à Cayman Brac, île britannique des Îles Caïmans, le 25 décembre 1916. Il se réunit alors avec d'autres gentilshommes de fortune au sein de la "Joyeuse confrérie" pour signer un traité d'alliance. Corto n'étant pas là, son ami signe à sa place (évènement évoqué dans Sous le signe du Capricorne : …Et nous reparlerons des gentilshommes de fortune).

### Chasses aux trésors
Ce n'est qu'en 1917, deux mois plus tard, qu'il retrouve Corto Maltese à Basseterre, qui vient à bord de son bateau en compagnie de Miss Ambiguïté de Poincy (Sous le signe du Capricorne : …Et nous reparlerons des gentilshommes de fortune). Ensemble, ils partent à la recherche du trésor du pirate Barracuda le Touche-à-tout, expédition qui s'achève tristement. Ras poursuit alors seul son chemin, s'en allant à Cuba ; il ne reverra pas son ami avant deux ans. Au cours de ce laps de temps, on ignore ce qu'il devient.
En novembre 1918, lorsque la guerre se termine enfin, il se trouve à Hong Kong, en Chine, où il retrouve le Maltais (Corto Maltese en Sibérie). Il le convainc de se joindre à lui pour une nouvelle aventure, comme autrefois. L'occasion se présente à eux quand des membres de la société secrète des Lanternes Rouges (en) demandent l'aide de Corto pour récupérer l’or impérial que l'amiral Alexandre Koltchak transporte dans son train blindé. S'ensuit une longue épopée entre la Chine, la Sibérie et la Mongolie, qui prend fin en avril 1920. Puis Corto héberge Raspoutine à Hong Kong pendant une semaine. Le Russe en profite pour voler un Gauguin dans la maison du Maltais, avant de repartir, peut-être pour l'Inde.

### Des rencontres entre songes et réalité
Par la suite, Raspoutine apparaîtra à plusieurs reprises dans les rêves de Corto, en plus de le retrouver dans le monde réel. C'est ainsi qu'en avril 1921, tandis que le Maltais chute d'un toit à Venise, Saud Khalula, agent secret arabe du IXe s apparaît alors dans son rêve sous les traits de son ami russe (Fable de Venise).
Dans le monde réel, sa situation est très délicate. Il est accusé par l'Émirat de Boukhara d'agitation révolutionnaire liée au mouvement des Jeunes boukhariens (en plus d'être recherché par toutes les polices du monde). Il finit alors enfermé dans une sinistre prison d'Asie centrale, située près de Samarkande (La Maison dorée de Samarkand). En attendant que Corto ne vienne le délivrer, les deux amis se croisent à plusieurs reprises dans leurs rêves respectifs. Le général Timur Chevket le délivre ensuite, mais lui impose d'être instructeur volontaire de l'armée de l'émir, aux ordres d'Enver Pacha, sous peine de périr par le feu. Puis, après avoir reçu un caillou lancé sur la tête par une petite arménienne, il reste plusieurs jours évanoui. Plus tard, retrouvant Corto dans la réalité, tous deux partent à travers l'Hindou Kouch à la recherche du trésor d’Alexandre le Grand, caché quelque part dans le mythique Kafiristan (Afghanistan).
Au bout de leur périple, en septembre 1922, ils se séparent aux Indes britanniques, dans l'actuel Pakistan. Le Russe devient alors l'hôte d'un maharadjah (comme on l'apprend dans Tango). Il ne reverra pas son ami avant longtemps et une fois encore, on ne sait rien de sa vie durant cette séparation.
En 1924, Corto se retire en Suisse, où il est happé dans une aventure onirique mêlant des légendes européennes (Les Helvétiques). Alors qu'il subit un procès mené par une créature de l'Enfer, Raspoutine est convoqué parmi les jurés et témoignera en sa faveur.
Les deux marins se rencontreront de nouveau dans la réalité en 1925 en Andalousie, à Tarifa (Espagne), en compagnie de Jeremiah Steiner et Tristan Bantam (Mû). Ils seront alors invités par Levi Colombia à une croisière sur les Caraïbes à la recherche de l'Atlantide et de Mû. Ras et Corto explorent le labyrinthe souterrain d'une île volcanique inconnue, voguant entre rêve et réalité. Forcés d'être séparés, Corto réussit à s'échapper de l'île en proie à une éruption volcanique. On ignore ce qu'il est advenu de Raspoutine pendant ce temps, dont c'était la dernière apparition dans une histoire de Pratt.
Toujours est-il que, dans une histoire de Juan Díaz Canales et Rubén Pellejero (La Ligne de vie), Corto le recroise en 1928, au Mexique, lors de la guerre des Cristeros. Cette fois, il est prêtre, officiant sous le nom « padrecito Raspa ». Mais, l'histoire finie, il abandonne sa soutane pour rejoindre Corto à bord de sa goélette, La Nina de Gibraltar, où il embarque avec sa cargaison de jades mayas.

### Après l'aventure de Mû
En 2002, l'historien spécialiste de la bande dessinée Michel Pierre, auteur de plusieurs ouvrages sur la série, suppose la suite la plus crédible aux événements consécutifs à l'épisode Mû. Pour ce faire, il se base sur les légendes d'aquarelles de la main du bédéiste, d'éléments de préfaces et d'anciennes conversation avec lui. Selon lui, au début des années trente, Corto se lance de nouveau dans un long voyage autour du monde. Partant d'Antigua, il rallie Buenos Aires après plusieurs escales, dont une à Cuba. C'est sur cette île qu'il sauve de nouveau Raspoutine, compromis dans une affaire douteuse d'ateliers de fausse monnaie à destination de l'Amérique Latine. C'est la seule information le concernant dans cette longue suite de Michel Pierre.
Juan Antonio de Blas explique de son côté dans une préface que Raspoutine, octogénaire en décembre 1960, était devenu millionnaire par chance. Il était ainsi devenu propriétaire d'une île près de la Barbade, où il vivait alors. Ses souvenirs, dans lesquels Corto apparait régulièrement, furent rédigés par Caïn Groovesnore. Restés inédits, ils furent intitulés Je ne suis pas n'importe qui.